# Cleuville
Cleuville település Franciaországban, Seine-Maritime megyében. Lakosainak száma 188 fő (2022. január 1.). Cleuville Ancourteville-sur-Héricourt, Beuzeville-la-Guérard, Le Hanouard, Héricourt-en-Caux, Sommesnil és Thiouville községekkel határos.

## Népesség
A település népességének változása:
| Lakosok száma | 192  | 196  | 203  | 194  | 193  | 190  | 190  | 187  | 188  |
|               | 2013 | 2015 | 2016 | 2017 | 2018 | 2019 | 2020 | 2021 | 2022 |